# 로센보르그 BK
로센보르그 BK(Rosenborg Ballklub)는 트론헤임을 연고로 하는 노르웨이의 축구 클럽이다. 이 축구단은 1917년 창단되었다. 현재 엘리테세리엔에 속해 있으며 2020 시즌은 4위로 마감하였다.
로센보르그는 1917년에 SK 오드(Sportklubb Odd)라는 이름으로 창단되었으며 1927년에 현재의 이름으로 변경하였다. 로센보르그는 리그 우승 20회와 컵 대회 우승 12회 기록을 보유하고 있으며 노르웨이의 프로축구팀 가운데 강팀으로 평가받고 있다. 로센보르그의 리그 13회 연속 우승은 라트비아의 스콘토 리가의 14회 연속 우승에 이어 두 번째 기록이다. 두 팀의 기록 모두 2005년에 1위 자리를 빼앗기며 끝나고 말았다.

## 역대 성적
- 노르웨이 프리미어리그 : 26

1967, 1969, 1971, 1985, 1988, 1990, 1992, 1993, 1994, 1995, 1996, 1997, 1998, 1999, 2000, 2001, 2002, 2003, 2004, 2006, 2009, 2010, 2015, 2016, 2017, 2018
- 노르웨이 컵 : 12

1960, 1964, 1971, 1988, 1990, 1992, 1995, 1999, 2003, 2015, 2016, 2018

## 선수 명단

### 현역
참고: FIFA 자격 규정에 따라 소속된 국가대표팀 국기를 표시합니다. 선수는 복수의 FIFA 비회원국 국적을 가지고 있을 수 있습니다.
| 번호 | 포지션 | 국적       | 이름          |
| ---- | ------ | ---------- | ------------- |
| 5    | MF     | 팔레스타인 | 무스타파 지단 |

| 번호 | 포지션 | 국적 | 이름            |
| ---- | ------ | ---- | --------------- |
| -    | MF     |      | 헨리 슬레츠요에 |

## 역대 감독
| 감독        | 임기        |
| ----------- | ----------- |
| 에리크 함렌 | 2008 ~ 2010 |